# طريق التخصصي
شارع التخصصي هو أحد أشهر شوارع مدينة الرياض  ويمتد من منطقة الثمامة شمال شرق الرياض ويتجه باتجاه الغرب وبعد تقاطعه مع طريق الملك فهد ينحرف باتجاه الجنوب حتى حي الناصرية. سُمي بالتخصصي لوجود مستشفى الملك فيصل التخصصي على امتداده وعند نقطة تقاطعه مع طريق خريص، يقطع الشارع نزولا من الثمامة عددا من الأحياء من أهمها حي النخيل وحي الرحمانية.

## معالم الشارع
ويضم عددا كبيرا من المراكز المهمة مثل :
- جامعة الإمام محمد بن سعود الإسلامية
- مستشفى الملك فيصل التخصصي
- مديرية الأمن العام
- الإدارة العامة للمرور
- مستشفى د.سليمان الحبيب
- بانوراما مول
- مركز الملك عبد الله المالي
- مول السعودية ( تحت الإنشاء)

و كذلك أسواق اليورومارشيه وبنده وتكثر في جزءه الأوسط محلات المواد الصحية والكهربائية